# Economía de Sudán del Sur
La economía de Sudán del Sur es una de las economías más dependientes del petróleo del mundo. A pesar de estar dotado de muchos recursos naturales, incluidas tierras agrícolas muy fértiles y una gran cantidad de ganado de más de 60 millones de bovinos, ovinos y caprinos. La inestabilidad política, la mala gobernanza y la corrupción continúan obstaculizando el desarrollo en el país más joven del mundo.
Sudán del Sur está en su mayoría sin desarrollar, la mayoría de las aldeas del país no tienen electricidad ni agua corriente, y la infraestructura general del país carece, con solo 10,000 kilómetros de carreteras pavimentadas.

## Recursos naturales
Sudán del Sur exporta madera al mercado internacional. Algunos de los estados con los teks y árboles naturales más conocidos para la madera son Ecuatoria Occidental y Ecuatoria Central. Algunas plantaciones de teca se encuentran en Kegulu; Las otras reservas forestales plantadas más antiguas son Kawale, Lijo, Loka West y Nuni. Recursos madereros Equatoria Occidental incluyen mvuba en Zamoi.
Una de las principales características naturales de Sudán del Sur es el río Nilo, cuyos numerosos afluentes tienen fuentes en el país. La región también contiene muchos recursos naturales como petróleo, hierro, cobre, cromo, zinc, tungsteno, mica, plata, oro e hidroenergía. La economía del país, como en muchos otros países en desarrollo, depende en gran medida de la agricultura. Algunos de los productos agrícolas incluyen algodón, maní, sorgo, mijo, trigo, goma arábiga, caña de azúcar, yuca, mangos, papaya, plátanos, batatas y sésamo.

### Petróleo

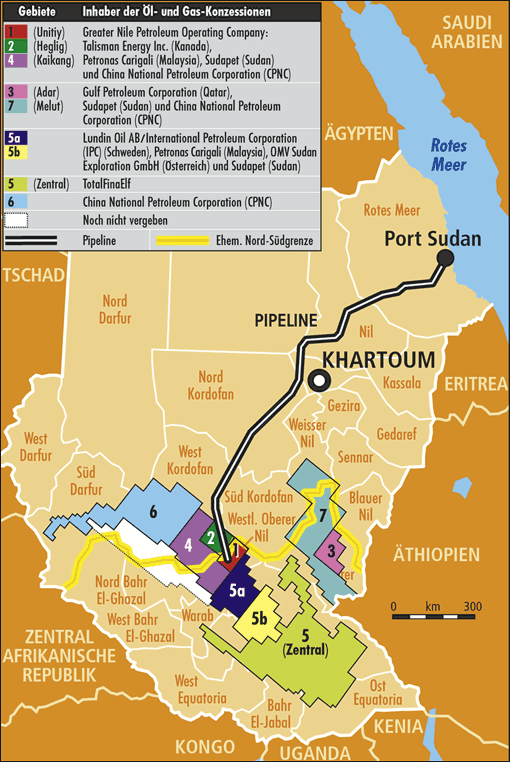
Concesiones de petróleo y gas en Sudán para 2004.

Antes de la independencia, Sudán del Sur producía el 85% de la producción de petróleo sudanesa. Los ingresos del petróleo de acuerdo con el Acuerdo General de Paz (CPA), se dividieron en partes iguales por la duración del período del acuerdo. Dado que Sudán del Sur depende de tuberías, refinerías e instalaciones portuarias en el estado del Mar Rojo en el norte de Sudán, el acuerdo establece que el gobierno de Jartum recibirá el 50% de todos los ingresos del petróleo. Los ingresos petroleros constituyen más del 98% del presupuesto del gobierno de Sudán del Sur según el Ministerio de Finanzas y Planificación Económica del gobierno del sur y esto ha ascendido a más de $ 8 mil millones en ingresos desde la firma del acuerdo de paz.
En los últimos años, una cantidad significativa de perforaciones petroleras en el extranjero ha comenzado en Sudán del Sur, elevando el perfil geopolítico de la tierra. Se pueden encontrar petróleo y otros recursos minerales en todo el sur de Sudán, pero el área alrededor de Bentiu se conoce comúnmente como especialmente rica en petróleo, mientras que Jonglei, Warrap y Lagos tienen reservas potenciales. Durante los años de autonomía de 2005 a 2011, Jartum dividió gran parte de Sudán en bloques, con aproximadamente el 85% del petróleo proveniente del sur. Los bloques 1, 2 y 4 están controlados por el consorcio más grande en el extranjero, Greater Nile Petroleum Operating Company (GNPOC). GNPOC se compone de los siguientes jugadores: Corporación Nacional de Petróleo de China (CNPC, República Popular de China), con una participación del 40%; Petronas (Malasia), con 30%; Corporación de Petróleo y Gas Natural (India), con 25%; y Sudapet del gobierno central de Sudán con 5%.
Debido a la presencia de Sudán en la lista de Estados Unidos de patrocinadores estatales del terrorismo y la insistencia de Jartum de recibir una parte de las ganancias de cualquier acuerdo petrolero que Sudán del Sur realiza internacionalmente, las compañías petroleras estadounidenses no pueden hacer negocios con el sur de Sudán sin litoral. Como tal, las empresas estadounidenses prácticamente no tienen presencia en el sector petrolero del sur de Sudán.
Los otros bloques productores en el sur son los bloques 3 y 7 en el estado oriental del Alto Nilo. Estos bloques están controlados por Petrodar, que pertenece en un 41% a CNPC, un 40% a Petronas, un 8% a Sudapet, un 6% a Sinopec Corp y un 5% a Al Thani.
Varios jugadores reclaman otro bloque importante en el Sur, anteriormente llamado Bloque B por el gobierno del norte de Sudán. Total de Francia se adjudicó la concesión del bloque de 90,000 kilómetros cuadrados en la década de 1980, pero desde entonces ha realizado un trabajo limitado invocando "fuerza mayor". Varios elementos del SPLM entregaron el bloque o partes del mismo a otras partes de Sudán del Sur. Varios de estos acuerdos anteriores a Naivasha fueron rechazados cuando el líder del SPLM / A, Dr. John Garang de Mabior, perdió el poder.
La sección de participación en la riqueza del CPA establece que todos los acuerdos firmados antes del CPA serían válidos; no estarían sujetos a revisión por parte de la Comisión Nacional del Petróleo (APN), una comisión creada por el CPA y compuesta tanto por Jartum como por sureños y copresidida por el presidente Al Bashir de Jartum y el presidente Kiir de Sudán del Sur. Sin embargo, el CPA no especifica quién podría firmar esos acuerdos previos al CPA.
Según algunos informes, la República Popular de China ha ofrecido extender una línea de crédito a Sudán del Sur durante varios años, mientras se establece un oleoducto alternativo a la costa de Kenia y se elabora un acuerdo de exportación con el gobierno de Kenia, pero este escenario es se considera menos probable que la dependencia sudanesa del sur de la infraestructura sudanesa. Sin embargo, si se llegara a tal acuerdo y Sudán del Sur comenzara a exportar petróleo desde los puertos de Kenia, Estados Unidos se convertiría en un posible socio comercial e importador de petróleo del sur de Sudán. Mientras tanto, el gobierno de Sudán del Sur tiene la intención de presionar a los Estados Unidos para aliviar las restricciones a las empresas estadounidenses que hacen negocios con Sudán.

### Agricultura
Sudán del Sur es rico en tierras agrícolas y tiene una de las mayores poblaciones de pastores del mundo. Sin embargo, desde 1999, cuando Sudán comenzó a exportar petróleo, la producción agrícola en el país ha disminuido. Según el Banco Mundial, la tasa de crecimiento anual promedio del sector agrícola entre 2000 y 2008 fue de solo 3.6 por ciento, que es considerablemente menor que la tasa de crecimiento de 10.8 por ciento de la década anterior. La Agencia de las Naciones Unidas para la Agricultura y la Alimentación (FAO) llevó a cabo una extensa encuesta satelital de cobertura de la tierra que mostró que solo el 4.5 por ciento de la tierra disponible estaba siendo cultivada cuando Sudán del Sur se independizó.
Sudán del Sur depende de las importaciones de alimentos de países vecinos, como Uganda, Kenia y Sudán. Estos tienen un alto costo de transporte que, junto con la inflación , ha provocado un aumento dramático de los precios de los alimentos en Sudán del Sur. La disminución de la producción agrícola y la dependencia de los costosos suministros de alimentos extranjeros han contribuido a una grave escasez de alimentos en Sudán del Sur. Según el programa de alimentos de las Naciones Unidas, alrededor de 2.7 millones de sudaneses del sur necesitarán ayuda alimentaria en 2012.
El gobierno ha comenzado a abordar el tema de la agricultura y la seguridad alimentaria. Según Elizabeth Manoa Majok, subsecretaria del Ministerio de Comercio, Industria e Inversión, el gobierno de Sudán del Sur ha hecho de la producción de alimentos una prioridad principal. El Ministerio de Agricultura de Sudán del Sur ha anunciado su objetivo de aumentar la producción de alimentos en Sudán del Sur a dos millones de toneladas métricas por año para el año 2013. Sudán del Sur espera atraer inversores agrícolas de los estados árabes del Golfo, Israel, China, Países Bajos y los demás países africanos con el fin de aumentar la producción de alimentos básicos como el azúcar, el arroz, los cereales y oleaginosas, animales de granja, así como el algodón.
En junio de 2011, el vicepresidente de Sudán del Sur, Riek Machar Teny, anunció un plan para movilizar $ 500 mil millones de inversión extranjera en los primeros cinco años de independencia. Gran parte de esta inversión se centraría en el sector agrícola, donde el gobierno espera diversificar la economía y proporcionar empleos a la gran cantidad de desempleados. La FAO también ha elaborado un Plan de Asistencia Provisional (IAP) de $ 50 millones para el sector agrícola que creará capacidad en las oficinas de extensión agrícola ministeriales y estatales. Esto incluye el establecimiento de un sector de producción de semillas y un componente de agricultura urbana y periurbana.
La pequeña agricultura representa el 80 por ciento de la producción de cereales del país. Desafortunadamente, estos agricultores enfrentan una serie de limitaciones, debido a los altos costos de transporte, la falta de disponibilidad de insumos agrícolas y los servicios de extensión agrícola poco desarrollados. Sin embargo, en lugar de invertir recursos para desarrollar el tipo de servicios de extensión agrícola que podrían ayudar a la producción en pequeña escala, el gobierno ha optado por centrarse en esquemas agrícolas industriales a gran escala, dirigidos por el sector privado, como una forma de impulsar la producción de alimentos.
Los países donantes promueven la idea de que la agricultura industrial es la clave para mejorar la seguridad alimentaria en Sudán del Sur. La Agencia de los Estados Unidos para el Desarrollo Internacional (USAID), por ejemplo, está trabajando con Citibank , la CFI, el Consejo Corporativo para África y otros para ayudar al país a comercializar sus recursos y atraer capital privado en sectores clave, incluida la agricultura.
Esta inversión está destinada a estimular el desarrollo rural y generar oportunidades de empleo, aumentar la productividad alimentaria, proporcionar a las instituciones gubernamentales fuentes de ingresos nuevas y sostenibles y ayudar a diversificar la economía. Sin embargo, existe cierta preocupación de que una pequeña élite transnacional se beneficie a expensas de la población rural pobre si la tierra cultivable del país se utiliza para cultivar alimentos para poblaciones extranjeras, al tiempo que empuja a las comunidades a tierras cada vez más marginales. Esto podría crear el potencial para una mayor inseguridad alimentaria, inestabilidad, disturbios sociales y conflictos.
A Nina Pedersen, gerente del Proyecto de Desarrollo de la Sociedad Civil de Norwegian People's Aid (NPA) le preocupa que en el apuro por atraer inversiones extranjeras para Sudán del Sur no se prestó suficiente atención a si las personas que negociaban los términos realmente sabían el valor de la tierra estaban vendiendo. Según el NPA, antes de la declaración de independencia de Sudán del Sur, a partir de 2007, los intereses privados buscaban o aseguraban 5,15 millones de hectáreas de tierra en los sectores de agricultura, biocombustibles, silvicultura, bonos de carbono y ecoturismo, lo que equivale a más de ocho por ciento de la superficie terrestre total de Sudán del Sur.
Una de las firmas más grandes involucradas es la firma egipcia de capital privado Citadel Capital, que ha arrendado 259,500 acres para la agricultura. Esta plantación ha proporcionado poco empleo local, en su mayoría administrada por zimbabuenses. Un conglomerado ugandés llamado Madhvani Group también ha firmado un acuerdo preliminar con el gobierno de Sudán del Sur para revitalizar una plantación de azúcar y una planta de procesamiento propiedad del gobierno en Mangala Payam. Esta plantación cubriría 10,000 ha de propiedad principal frente al río a lo largo del Nilo, a unos 70 kilómetros al norte de Yuba. Según el jefe supremo de Mangala, la comunidad no ha participado en ninguna de las negociaciones de inversión.
La preocupación por la explotación extranjera ha llevado a organizaciones como OI y NPA a instar a una moratoria sobre nuevos acuerdos de tierras hasta que se establezca un mejor marco.
Por su parte, la Comisión de Tierras de Sudán del Sur, un grupo de trabajo encabezado por Robert Lado a cargo de asesorar al gobierno y elaborar la nueva política, está presionando para que las administraciones de tierras a nivel de condado y subcondado estén a cargo de miembros de la comunidad, incluidos mujeres y ancianos tribales.

## Infraestructura
En 2012, el Banco Mundial aprobó un préstamo de inversión de cuatro años y $ 38 millones de dólares al Ministerio de Carreteras y Puentes de Sudán del Sur para construir carreteras y autopistas rurales e interurbanas. El acceso al agua potable en Sudán del Sur es un gran desafío para muchas personas.
La nación tiene algún servicio de telecomunicaciones a través de operadores como MTN Group (anteriormente conocido como Investcom), pero actualmente carece de la infraestructura para ofrecer conexiones a Internet de alta velocidad. En marzo de 2015, el ministro de telecomunicaciones y servicios postales de Sudán del Sur reveló planes para que el gobierno coloque 1.600 kilómetros de cable de fibra óptica en todo el país en dos años. El gobierno planea conectar esta red con cables submarinos a través de la infraestructura existente en Uganda y Tanzania.

## Moneda
En 1992, la libra sudanesa reemplazó el dinar como la moneda de Sudán. Hasta un referéndum, Sudán del Sur se convertirá en el primero en usar la nueva moneda y será apodado "el Sudán". El ministro de Finanzas inaugural, David Deng Athorbie, anunció la creación de la libra sursudanesa para que entre en vigor una semana después de la independencia.

## Posible miembro de la Comunidad Africana Oriental

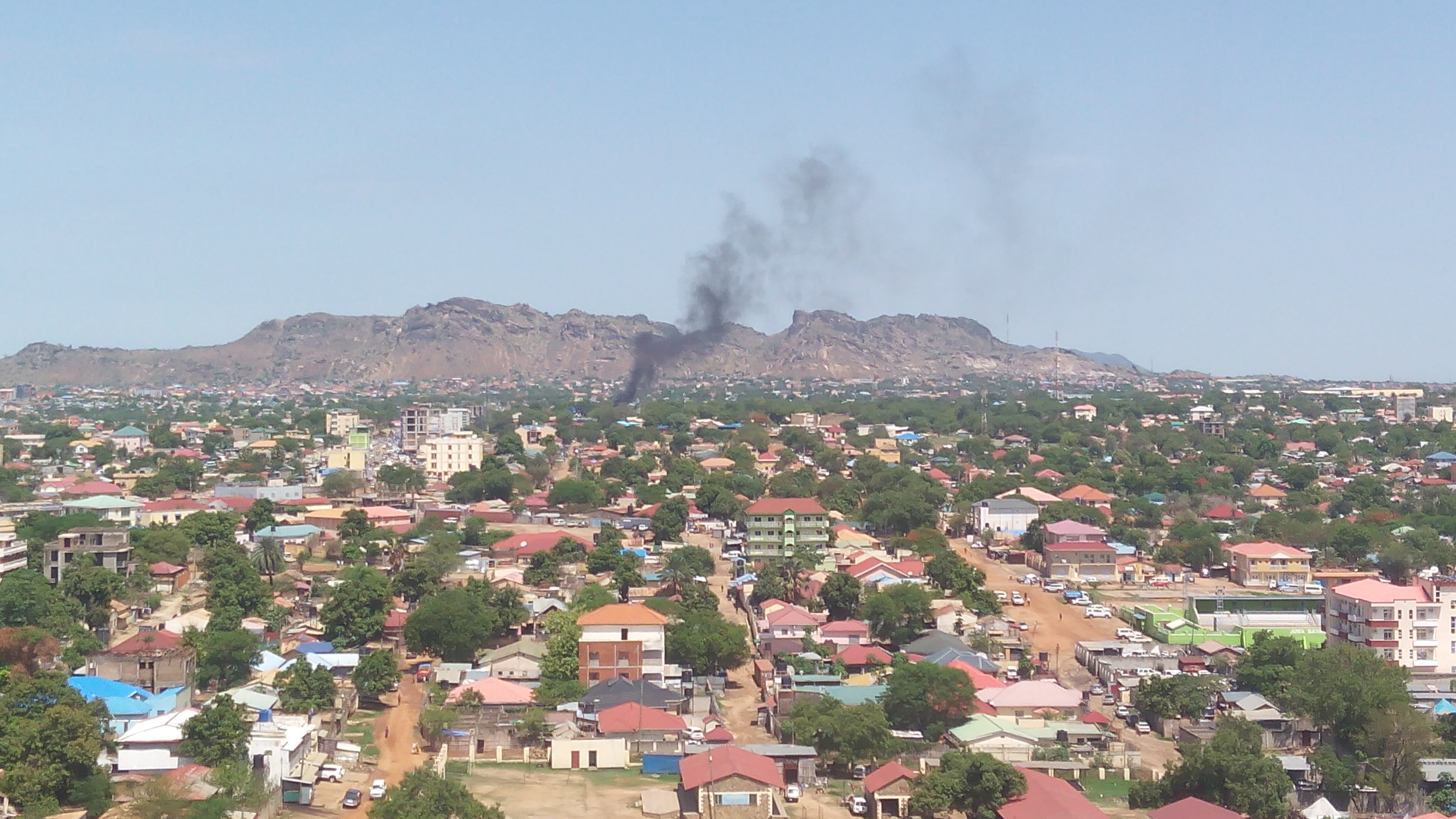
Fotografías aéreas de Sudán del Sur, Vistas de Juba

Los presidentes de Kenia y Ruanda invitaron al Gobierno Autónomo del Sur de Sudán a solicitar la membresía después de la independencia de Sudán del Sur en 2011, y Sudán del Sur era un país solicitante a mediados de julio de 2011. A principios de octubre, se dice que Sudán del Sur se convertirá oficialmente en miembro en el futuro.
Los analistas sugirieron que los primeros esfuerzos de Sudán del Sur para integrar la infraestructura, incluidos los enlaces ferroviarios y los oleoductos, con sistemas en Kenia y Uganda indicaron la intención de Yuba de alejarse de la dependencia de Sudán y hacia África Oriental. Reuters considera a Sudán del Sur como el candidato más probable para la expansión de la CAO a corto plazo y un artículo en el diario tanzano The Citizen que informó sobre el presidente de la Asamblea Legislativa de África Oriental, Abdirahin Haithar Abdi dijo que Sudán del Sur era "libre de unirse a la CAO" y afirmó que los analistas creen que el país pronto se convertirá en miembro de pleno derecho del organismo regional.
El 17 de septiembre, el Daily Nation citó a un parlamentario de Sudán del Sur diciendo que si bien su gobierno estaba ansioso por unirse a la EAC, probablemente retrasaría su membresía por la preocupación de que su economía no estaba lo suficientemente desarrollada para competir con los Estados miembros de la EAC y podría convertirse en un "vertedero" para las importaciones de Kenia, Tanzania y Uganda. Esto fue contradicho por el presidente Salva Kiir, quien anunció que Sudán del Sur se había embarcado oficialmente en el proceso de solicitud un mes después.